# Mis ik mij
Mis ik mij is een nummer van het Nederlandse cabaret- en zangduo Acda & De Munnik uit 2003. Het is de derde single van hun negende album Groeten uit Maaiveld.
Het nummer werd met een 30e positie in de Nederlandse Top 40 een klein hitje in Nederland.